# Nadav Argaman
Nadav Argaman (hebrejsky נדב ארגמן‎‎; * 11. srpna 1960 Ramat ha-Šaron, Izrael) byl ředitelem Šin bet od 8. května 2016 do 13. října 2021. Předtím působil jako zástupce ředitele Šin bet, vedoucí operačního oddělení a zástupce Šin bet ve Spojených státech amerických. Do funkce byl jmenován premiérem Benjaminem Netanjahuem 11. února 2016 a funkce se ujal v květnu 2016.

## Životopis
Narodil se Amiramovi a Tikvě v Ramat ha-Šaron a od dvou let vyrůstal v kibucu Chamadja. Po nástupu do Izraelských obranných sil (IOS) v roce 1978 se dobrovolně přihlásil do Sajeret Matkal, ale po krátké době odešel. Po službě v jiné jednotce absolvoval důstojnický kurz.
V roce 1983 vstoupil do Šin bet a sloužil v různých velitelských a řídících funkcích. V letech 2003–2007 působil jako vedoucí operačního oddělení Šin bet a v letech 2007–2011 jako vedoucí bezpečnostního systému Šin bet v Severní Americe. V letech 2011–2014 působil jako zástupce ředitele Šin bet. Mimo jiné velel operaci, při níž byl v listopadu 2012 na začátku operace Pilíř obrany zlikvidován velitel vojenského křídla Hamásu Ahmad Džabarí.
V září 2014 byl zapůjčen izraelské Komisi pro atomovou energii. V září 2015 se vrátil do Šin bet a byl jmenován a byl jmenován zástupcem ředitele. V únoru 2016 se ho premiér Benjamin Netanjahu rozhodl jmenovat dalším ředitelem Šin bet. Dne 8. května 2016 se ujal funkce ředitele Šin bet a nahradil tak svého předchůdce Jorama Kohena. Ihned po nástupu do funkce představil pětibodový pracovní plán, z nichž prvním bylo posílení schopností Šin bet v oblasti technologií a kybernetiky. V polovině roku 2017 Argaman uvedl, že kybernetická činnost Šin bet a jejích partnerů přispěla od začátku roku 2016 k odhalení více než dvou tisíc potenciálních individuálních hrozeb. V roce 2019 bylo oznámeno, že téměř třetinu zaměstnanců Šin bet tvoří technologové.
Během krize na Chrámově hoře v roce 2017 se vyslovil pro odstranění detektorů kovů umístěných u bran Chrámové hory. Po útoku šroubovákem na izraelské velvyslanectví v Jordánsku byl Argaman vyslán do Jordánska, aby jednal o propuštění napadeného člena ochranky a personálu velvyslanectví, který tam byl obklíčen. V roce 2018 bylo oznámeno, že je v úzkém kontaktu s vedoucími představiteli Muchabarátu, aby zajistil klid v Pásmu Gazy.
Zdvojnásobil počet žen ve vedoucích pozicích ve službě. Argaman rovněž inicioval organizační změnu s cílem sjednotit technologické, kybernetické a signální zpravodajské faktory do jednoho ústředního orgánu. Vytvořil dobré vztahy a podrobnou dohodu mezi Izraelskými obrannými silami a Šin bet, aby se zabránilo plýtvání zdroji a poškozování operačních schopností v důsledku sporů o odpovědnosti a rozpočty, a také zlepšil spolupráci se zpravodajskými službami spřátelených zemí ve světě.

## Osobní život a vzdělání
Byl ženatý s Rut, měli spolu tři děti, ale rozvedli se. V roce 2020 se znovu oženil. Se svou druhou ženou se seznámil během jejich společné práce v Šin bet.

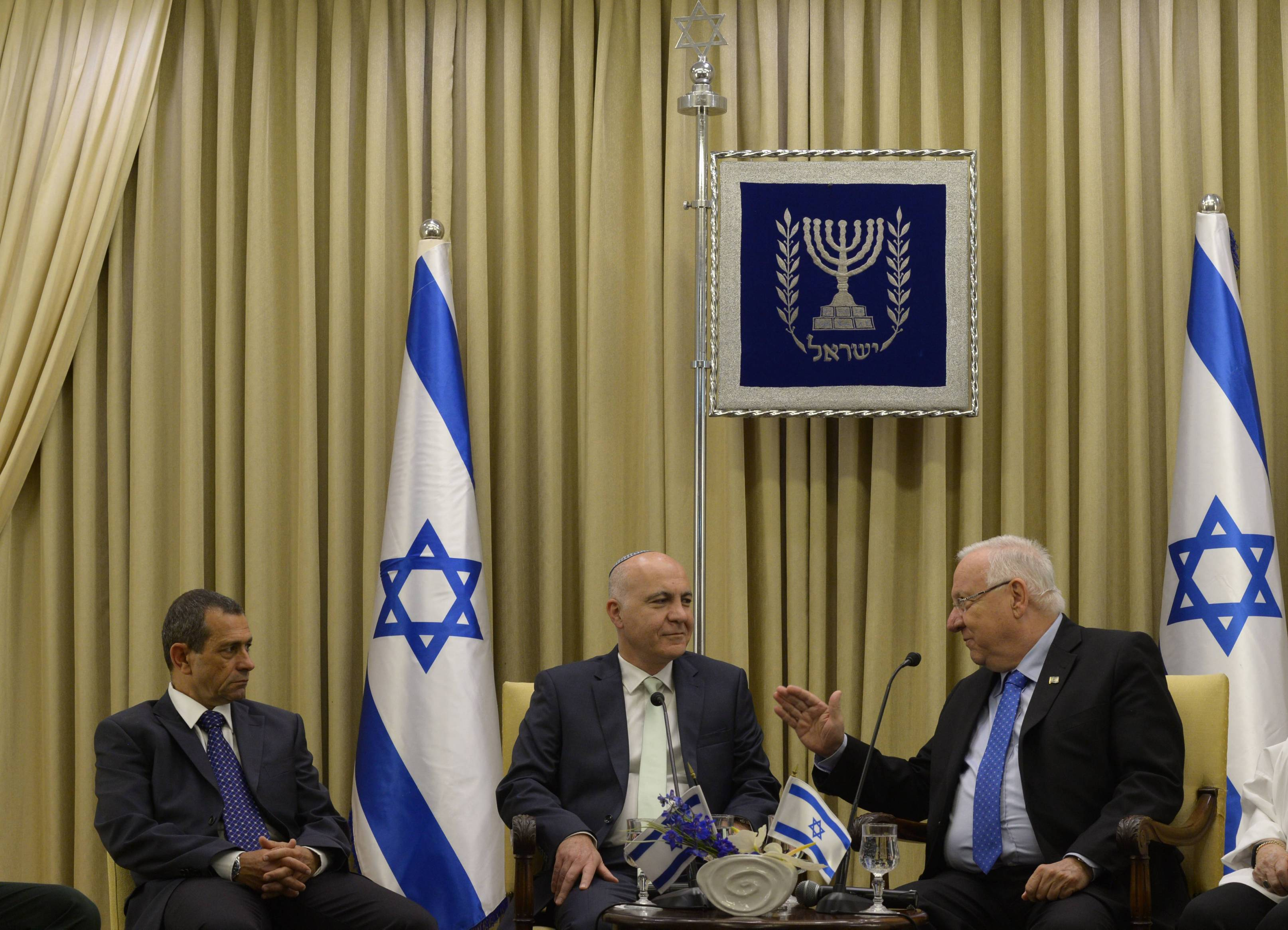
Prezident Státu Izrael Re'uven Rivlin (vpravo), odstupující ředitele Šin bet Joram Kohen (uprostřed) a Nadav Argaman při příležitosti změny ředitele Šin bet

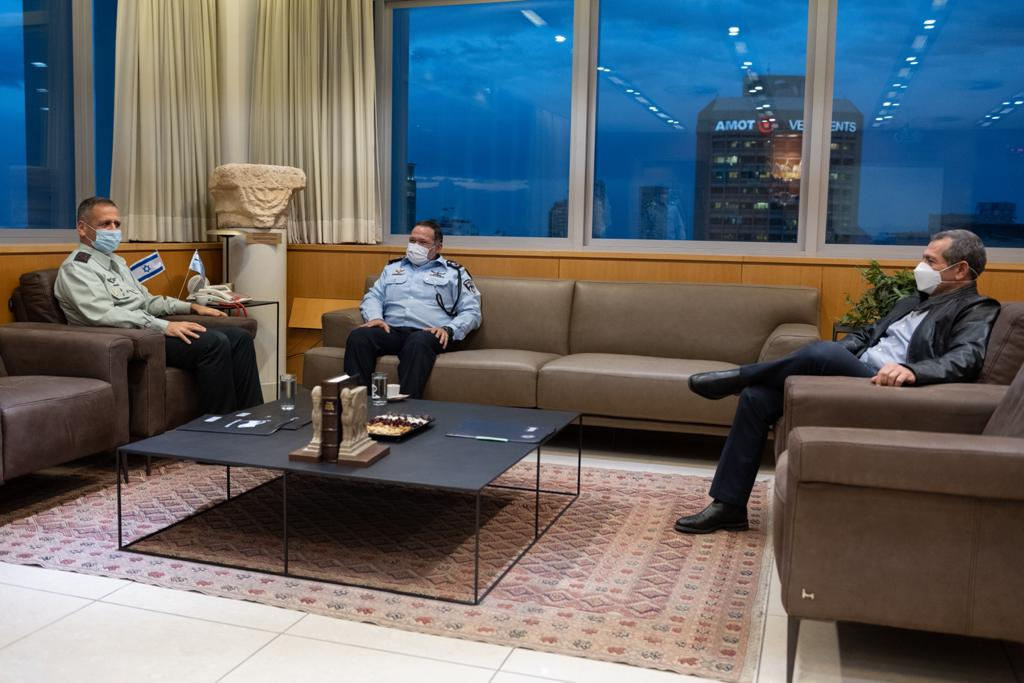
Argaman se setkává s komisařem Kobim Šabtajem (uprostřed) a náčelníkem Generálního štábu IOS Avivem Kochavim (vlevo), únor 2021 (během pandemie covidu-19 v Izraeli)

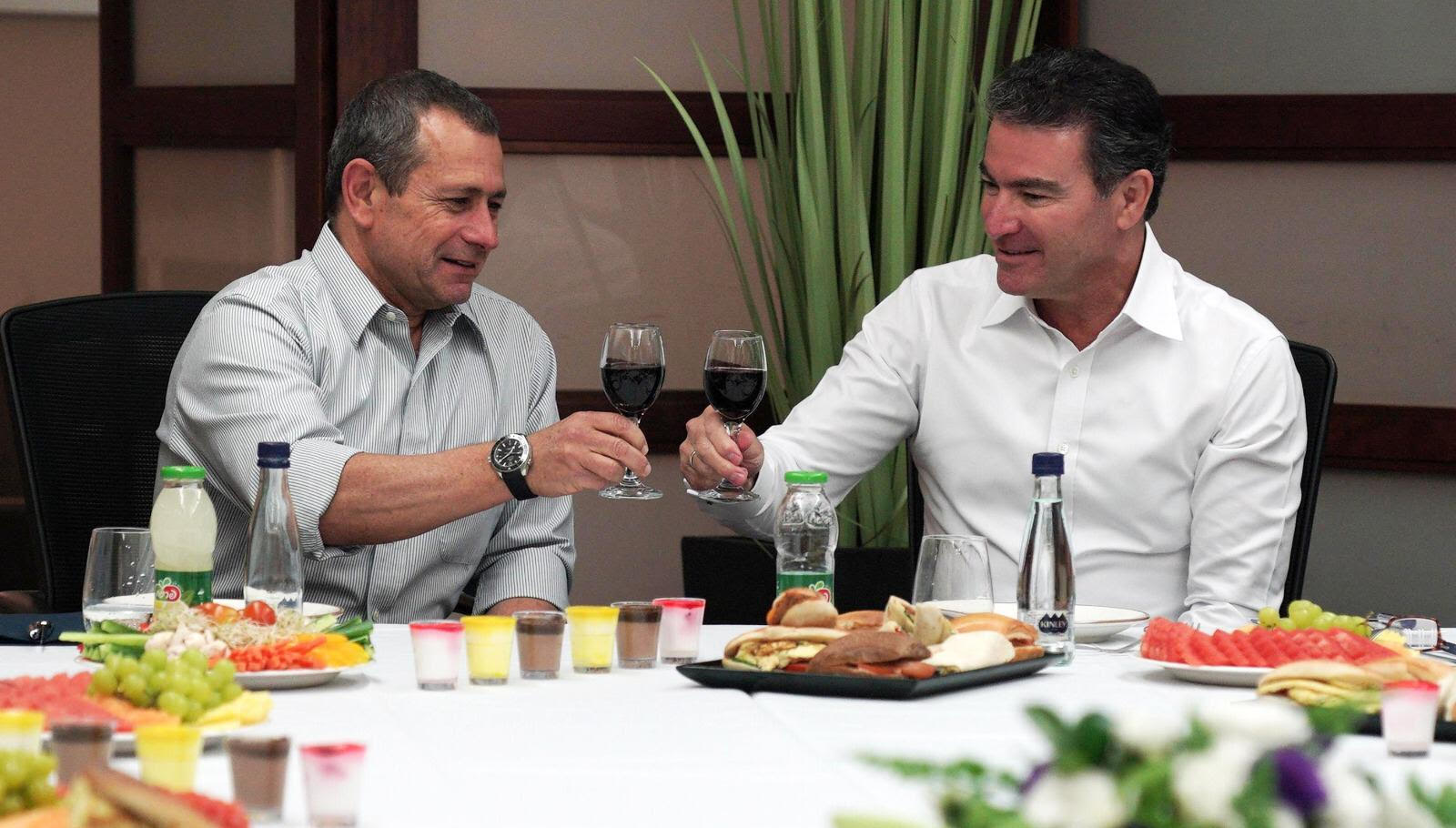
Nadav Argaman s odcházejícím ředitelem Mosadu Josim Kohenem, květen 2021.

Získal bakalářský a magisterský titul v oboru politologie na Haifské univerzitě a další magisterský titul v oboru bezpečnost a strategie na Haifské univerzitě. Je rovněž absolventem Vysoké školy národní bezpečnosti.